# Sanatorium pod Klepsydrą

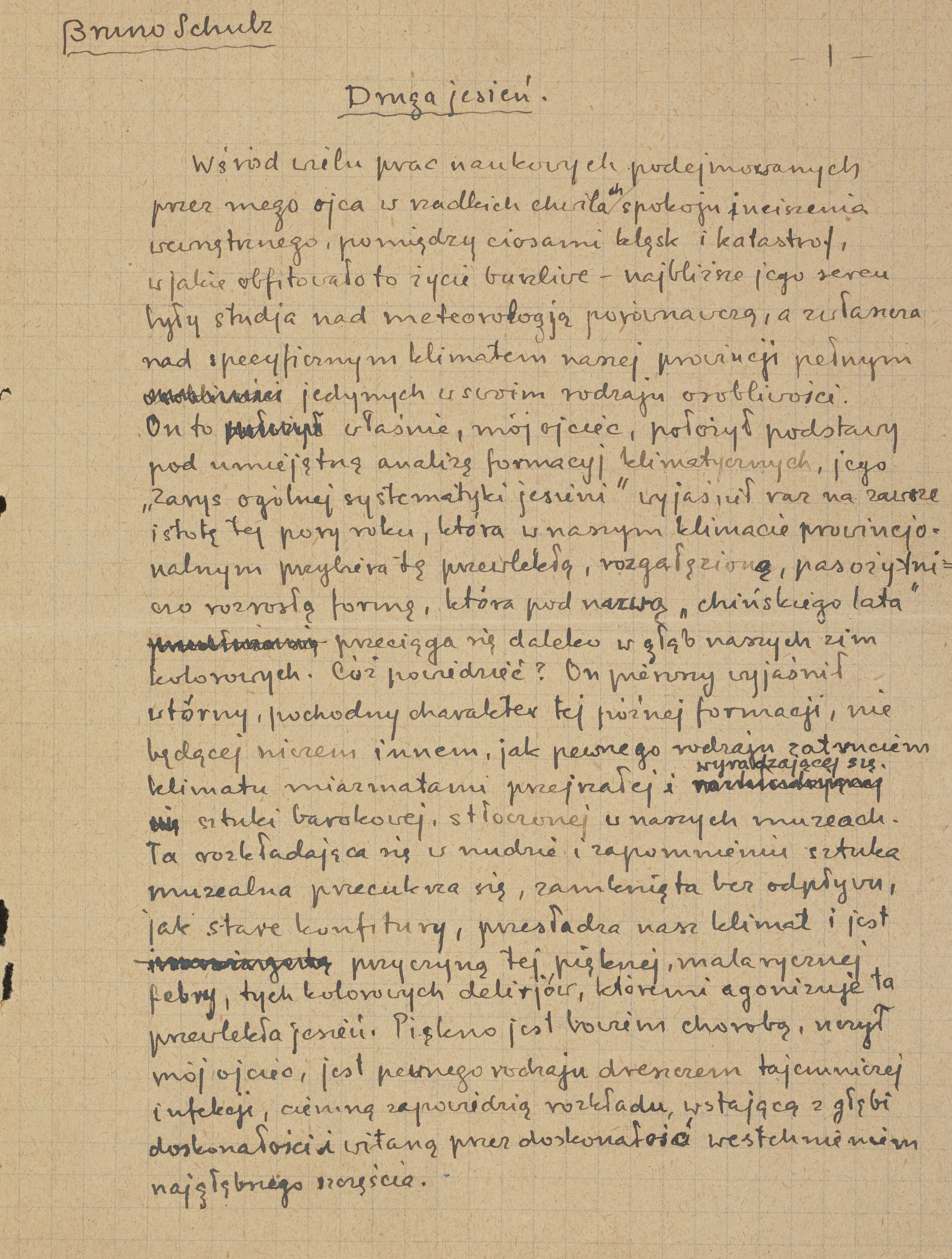
Rękopis opowiadania Druga jesień

Sanatorium pod Klepsydrą – zbiór opowiadań Brunona Schulza, opublikowany w 1937 r. nakładem Wydawnictwa „Rój”.

## Powstanie zbioru
Wydanie przez Schulza w 1933 r. pierwszego tomu opowiadań pt. Sklepy cynamonowe częściowo zmieniło sytuację pisarza. Stał się on osobą znaną w kręgach literackich i sława ta dotarła z czasem także do rodzinnego Drohobycza, gdzie pracował jako nauczyciel. Po latach starań pisarz otrzymał od dyrekcji gimnazjum płatny urlop (styczeń−czerwiec 1936), który pozwolił mu poświęcić czas na pisanie. Powstały wówczas opowiadania Jesień, Republika marzeń, a także najdłuższe − Wiosna. Część utworów ze zbioru jest jednak znacznie starsza, powstała jeszcze przed wydaniem Sklepów cynamonowych.
Opowiadanie Druga jesień ukazało się po raz pierwszy w 1933 w czasopiśmie „Kamena”. Do zbioru Sanatorium pod klepsydrą weszło w nieco tylko zmienionej formie. Rękopis przesłany do „Kameny” jest jedynym zachowanym rękopisem literackim Schulza. Autograf ten jest czystopisem, z nielicznymi poprawkami. Rękopis był w posiadaniu wydawcy czasopisma Zenona Waśniewskiego. Po jego śmierci w 1945 w obozie rękopis przechowała wdowa Michalina z Ryzińskich. Następnie wszedł do kolekcji Jerzego Ficowskiego, która została zakupiona w 2013 przez 
Bibliotekę Narodową. Od 2024 rękopis opowiadania prezentowany jest na wystawie stałej w Pałacu Rzeczypospolitej.

## Treść
Utwory z obu Schulzowskich zbiorów stanowią trudną do oddzielenia całość. Podobnie jak w Sklepach cynamonowych, głównym bohaterem, i jednocześnie narratorem opowieści, jest Józef, noszący wyraźne podobieństwo do samego autora. Centrum świata Józefa, dojrzewającego nastoletniego chłopca, stanowi małe prowincjonalne miasteczko, w którym można dostrzec współczesny Schulzowi, galicyjski Drohobycz.
Rzeczywistość opowiadań swobodnie miesza się z fantastyką. Przedmioty nabierają właściwości istot żywych, zwierzęta uzyskują cechy ludzkie, banalne czynności podnoszone są do rangi mitu. Mit ten ma na celu zachowanie, utrwalenie odchodzącego świata dającego bohaterowi oparcie i bezpieczeństwo. Opoką trwałości jest z jednej strony dom rodzinny i prowadzony przez schorowanego ojca sklep, z drugiej chyląca się ku upadkowi C. K. monarchia. Młodego Józefa szczególnie fascynuje Ojciec, postać wieloznaczna, funkcjonująca na pograniczu świata żywych i umarłych.
Twórczość Schulza jest silnie związana z jego biografią, co było przedmiotem licznych badań i ustaleń literaturoznawczych.

## Odbiór
Podobnie jak wydane cztery lata wcześniej Sklepy cynamonowe, Sanatorium pod Klepsydrą podzieliło krytyków. Artykuł życzliwy Schulzowi napisał m.in. Artur Sandauer, nieprzychylne recenzje pochodziły m.in. od Kazimierza Wyki i Stefana Napierskiego. Schulz, podobnie jak inni awangardowi artyści lat trzydziestych – pisał wiele lat później Jerzy Jarzębski – stał się ośrodkiem zasadniczych sporów dotyczących koncepcji literatury, kultury, społecznych funkcji pisarstwa itd. Nader często, warto dodać, argumentowano na podstawie fałszywej interpretacji utworów. 
Mimo kontrowersji Bruno Schulz został uhonorowany w 1938 r. Złotym Wawrzynem Akademickim nadawanym na wniosek Polskiej Akademii Literatury. Było to najważniejsze wyróżnienie w życiu pisarza.
Po II wojnie światowej twórczość Schulza miała być decyzją nowych władz wymazana z pamięci czytelników. Czasy stalinowskie nie potrzebowały awangardy, lecz powielania socrealistycznych schematów. Schulzowi, który nie pasował do nowych czasów, przyklejono etykietę „formalisty” i burżuazyjnego dekadenta, co skazywało jego dorobek na zapomnienie. 
Powrót do świadomości społecznej nastąpił po odwilży gomułkowskiej. W 1957 wydano Sanatorium i Sklepy, co było możliwe dzięki staraniom najgorętszych zwolenników tej twórczości: Jerzego Ficowskiego oraz Artura Sandauera. Od tego czasu datuje się wzrost zainteresowania prozą Schulza. 
Obecnie oba zbiory opowiadań są uznawane za jedne z najwybitniejszych dokonań literatury polskiej okresu międzywojennego.

## Tytuły opowiadań w zbiorze
- Księga
- Genialna epoka
- Wiosna
- Noc lipcowa
- Mój ojciec wstępuje do strażaków
- Druga jesień
- Martwy sezon
- Sanatorium pod Klepsydrą
- Dodo
- Edzio
- Emeryt
- Samotność
- Ostatnia ucieczka ojca

## Ekranizacja
W 1973 autorskiej ekranizacji prozy Schulza dokonał Wojciech Jerzy Has z Janem Nowickim w roli głównej. Film jest swobodną adaptacją tekstów z tomu, opartą głównie na opowiadaniu tytułowym oraz opowiadaniu Wiosna z tego samego zbioru. Surrealistyczna opowieść o młodym człowieku przybywającym do tytułowego sanatorium zawieszonego w czasie i przestrzeni została dobrze przyjęta przez krytyków – m.in. na Festiwalu w Cannes otrzymała Nagrodę Jury oraz nominację do Złotej Palmy.